# Alejandro Noemi Huerta
Alejandro Noemi Huerta (Taltal, 28 de diciembre de 1913-Santiago, 21 de agosto de 1993) fue un contador y político chileno.

## Biografía
Hijo de Juan Noemi, de origen libanés y Julia Huerta. Casado con Olga Haydée Callejas Zamora, en Freirina, el año 1937. 
Realizó sus estudios primarios en el Liceo de Copiapó, mientras que los secundarios los hizo en el Instituto Superior de Comercio de Santiago, donde se graduó de Contador General (1934).
Se dedicó a su profesión y al comercio. Instaló una oficina de contables en Copiapó (1935) e ingresó a trabajar como contador de la mina de oro de Freirina, siendo auditor de la misma. Más adelante fue contador del fundo "San Juan" en Piedra Colgada, Copiapó. En el ámbito comercial, trabajó como distribuidor de la Compañía Chilena de Tabacos en la zona norte.

## Actividades públicas
- Presidente del Consejo del Banco del Trabajo de Vallenar (1943).
- Vicepresidente de la Editorial del Pacífico, Santiago (1945).
- Consejero de la Sociedad Nacional de Minería (1946).
- Militante de la Democracia Cristiana, cuando menos desde 1947.
- Regidor de la Municipalidad de Freirina, elegido en 1947 y 1950.
- Alcalde de Freirina (1951-1953).
- Senador por Atacama y Coquimbo (1965-1973); figurando en la comisión permanente de Defensa Nacional y Hacienda.
- Vicepresidente del Senado (4 de junio de 1969-12 de enero de 1971).
- Senador por Atacama y Coquimbo (1973-1981); integrando la comisión permanente de Relaciones Exteriores y de Educación Pública.

El golpe de Estado del 11 de septiembre de 1973, puso término anticipado al período legislativo por medio del Decreto Ley N° 27, del 21 de septiembre de 1973, el cual disolvió el Congreso Nacional. 
- Socio de la Sociedad Nacional de Minería (1975).
- Socio del Club Social y de la Agrupación de Amigos Católicos (1978).

Distanciado de la vida política, durante la dictadura se dedicó a labores empresariales.

## Historia electoral

### Elecciones parlamentarias de 1965
- Elecciones parlamentarias de 1965 a Senador por la Segunda Agrupación Provincial, Atacama-Coquimbo Período 1965-1973 (Fuente: Dirección del Registro Electoral, domingo 7 de marzo de 1965)

| Candidato                 | Partido | Votos  | %     | Resultado |
| ------------------------- | ------- | ------ | ----- | --------- |
| Hugo Miranda Ramírez      | PR      | 11.834 | 10,46 | Senador   |
| Julio Mercado Illanes     | PR      | 6.801  | 6,01  |           |
| Manuel Magalhaes Medling  | PR      | 8.479  | 7,5   |           |
| Julieta Campusano Chávez  | PCCh    | 18.946 | 16,75 | Senadora  |
| Jorge Jiles Pizarro       | PCCh    | 3.114  | 2,75  |           |
| Ignacio Palma Vicuña      | PDC     | 10.205 | 9,02  | Senador   |
| Alejandro Noemí Huerta    | PDC     | 26.244 | 23,2  | Senador   |
| Hugo Zepeda Barrios       | PL      | 10.167 | 8,99  |           |
| Beltrán Amenábar Carvallo | PL      | 793    | 0,7   |           |
| Edmundo Illanes Abbott    | PL      | 716    | 0,63  |           |
| Tomás Chadwick Valdés     | PS      | 7.988  | 7,06  | Senador   |
| Alejandro Chelén Rojas    | PS      | 7.821  | 6,91  |           |

### Elecciones parlamentarias de 1973
- Elecciones parlamentarias de 1973 a Senador por la Segunda Agrupación Provincial, Atacama-Coquimbo Período 1973-1981 (Fuente: Dirección del Registro Electoral, domingo 6 de marzo de 1973)

| Candidato                  | Pacto                          | Partido | Votos  | %     | Resultado |
| -------------------------- | ------------------------------ | ------- | ------ | ----- | --------- |
| Alejandro Noemi Huerta     | Confederación de la Democracia | PDC     | 22.288 | 12,28 | Senador   |
| Andrés Zaldívar Larraín    | Confederación de la Democracia | PDC     | 36.998 | 20,39 | Senador   |
| Julio Mercado Illanes      | Confederación de la Democracia | DR      | 21.740 | 11,98 |           |
| Hugo Miranda Ramírez       | Unidad Popular                 | PR      | 12.562 | 6,92  | Senador   |
| Luis Aguilera Báez         | Unidad Popular                 | PS      | 38.180 | 21,04 | Senador   |
| Julieta Campusano Chávez   | Unidad Popular                 | PCCh    | 45.920 | 25,31 | Senadora  |
| Francisco González del Río | Unidad Popular                 | MAPU    | 3.743  | 2,06  |           |